# Kwasi Owusu
Kwasi Owusu (Sunyani, Costa de Oro, 5 de noviembre de 1945-Sunyani, Ghana, 30 de marzo de 2020) fue un futbolista de Ghana que jugó en la posición de delantero.

## Carrera

### Club
Jugó toda su carrera con el Bofoakwa Tano de 1966 a 1976.

### Selección nacional
Jugó para Ghana en 45 ocasiones de 1968 a 1976 y anotó 36 goles; participó en dos ediciones de la Copa Africana de Naciones y en los Juegos Olímpicos de Múnich 1972. Algunas fuentes revelan que Qwusu jugó en 130 ocasiones con la selección nacional.